# Burghard von Schorlemer-Alst

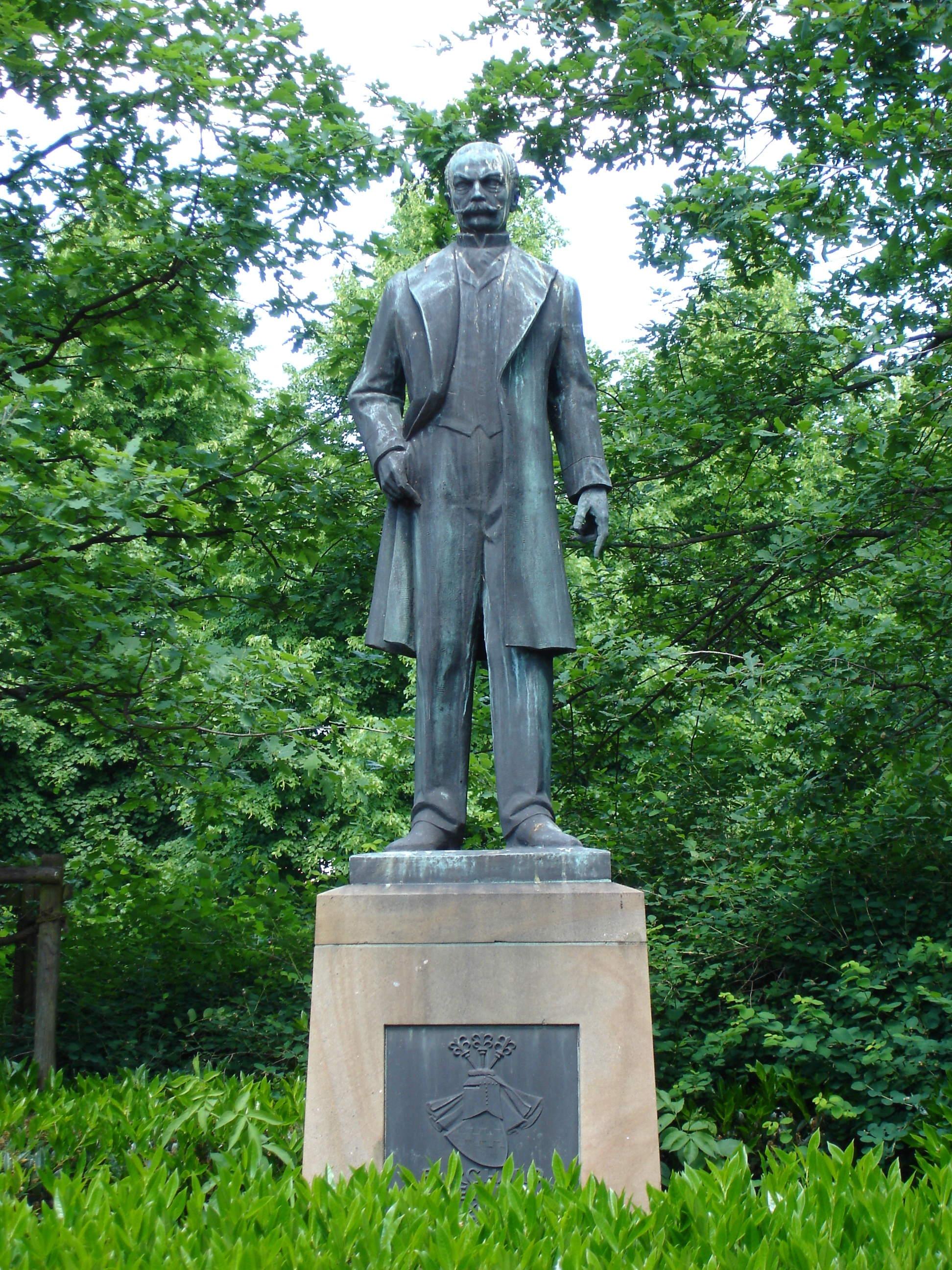
Burghard von Schorlemer-Alst, staty vid Westfälisch-Lippischen Landwirtschaftsverband i Münster

Burghard von Schorlemer-Alst, född 21 oktober 1825 på Schloss Herringhausen vid Lippstadt, död 17 mars 1895 på Haus Alst vid Horstmar, var en tysk friherre och politiker.
Schorlemer-Alst var ulanofficer 1845-57 och ägnade sig sedan åt lanthushållningens utveckling. Som ledamot av preussiska Abgeordnetenhaus 1870-89 och av tyska riksdagen 1875-87 samt 1890 tillhörde han Centrumpartiet och gjorde sig bemärkt som en av dess slagfärdigaste talare i striderna med Otto von Bismarck.